# Bessów
Bessów (prononciation : [ˈbɛssuf]) est une localité polonaise de la gmina et du powiat de Bochnia en voïvodie de Petite-Pologne.